# Аусґейр Аусґейрссон
Заголовок цієї статті — це ісландське ім'я, де Асгейр — особове ім'я, а Асгейрссон — ім'я по батькові. 
Аусґейр Аусґейрссон (ісл. Ásgeir Ásgeirsson; 13 травня 1894 — 15 вересня 1972) — ісландський політик, прем'єр-міністр Ісландії з 1932 по 1934, другий президент країни з 1952 по 1968.

## Біографія
1915 року закінчив теологічний факультет Університету Ісландії в Рейк'явіку, проте його було визнано надто молодим для того, аби висвятити на пастора. З 1916 по 1917 продовжував навчання в університетах Копенгагена та Уппсали.
1923 року його вперше вибрали до парламенту у складі Прогресивної партії. Невдовзі його обрали головою парламенту, тож 1930 року він очолив урочистості з нагоди тисячоліття Альтингу в долині Тінгветлір. 1931 року став міністром фінансів, а через рік — прем'єр-міністром країни. 1932—1934 рр — Міністр закордонних справ Ісландії. 1934 року вийшов із Прогресивної партії і на наступних парламентських виборах виступав як незалежний кандидат. З 1937 року належав до Соціал-демократичної партії.
Був членом парламенту аж до президентських виборів 1952 року, на яких переміг єдиного кандидата від Партії незалежності та Прогресивної партії Б'ярні Йонссона, ставши другим президентом Ісландії. Обіймав посаду президента чотири каденції поспіль, після кожної з яких (в 1956, 1960 та 1964) не мав суперників.